# Campaña de la India de Alejandro Magno
La Campaña de la India de Alejandro Magno comenzó en el año 327  a. C. Tras conquistar el Imperio aqueménida de Persia, el rey macedonio Alejandro emprendió una campaña en el subcontinente indio en los actuales Afganistán y Pakistán, parte de los cuales formaban los territorios más orientales del Imperio aqueménida tras la conquista aqueménida del valle del Indo (finales del siglo VI a. C.).
Tras hacerse con el control de la antigua satrapía aqueménida de Gandhara, incluida la ciudad de Taxila, Alejandro avanzó hacia el Punjab, donde se enfrentó al rey regional Poro. Alejandro derrotó a Poro en la Batalla del Hidaspes en el 326 a. C.. Aunque fue victoriosa, la batalla del Hidaspes fue posiblemente también la más costosa que libraron los macedonios.
La marcha de Alejandro hacia el este le haría enfrentarse al Imperio Nanda de Magadha. Según las fuentes griegas, el ejército nanda era supuestamente cinco veces mayor que el ejército macedonio. Su ejército, agotado, nostálgico y angustiado por la perspectiva de tener que seguir enfrentándose a grandes ejércitos indios a lo largo de la Llanura Indogangética, se amotinó en el Hyphasis (actual río Beas) y se negó a seguir marchando hacia el este. Alejandro, tras una reunión con su oficial, Coenus, y después de escuchar el lamento de sus soldados, eventualmente reculó, convenciéndose de que era mejor regresar. Esto hizo que Alejandro girara hacia el sur, avanzando por el sur de Punjab y Sindh, conquistando por el camino más tribus a lo largo del bajo río Indo, antes de girar finalmente hacia el oeste.

## Antecedentes

### Condiciones sociopolíticas en la India
La incursión de Alejandro en la India se limitó a la zona de la cuenca del río Indo, que estaba dividida entre varios estados pequeños. Estos estados parecen haberse basado en el dominio de determinadas tribus, ya que los escritores griegos mencionan tribus como los Malloi, así como reyes cuyo nombre parece ser una designación tribal. El Imperio aqueménida de Persia había mantenido la soberanía sobre el valle del Indo en las décadas anteriores, pero no había ningún rastro de gobierno aqueménida más allá del río Indo cuando el ejército de Alejandro llegó a la región. Estrabón, basándose en el escritor anterior Eratóstenes, afirma que el rey aqueménida controlaba la zona al oeste del Indo. Esta zona (incluyendo el Kapisa-Gandhara) fue probablemente el territorio de los indios, que según los relatos griegos, lucharon junto a su señor Darío III en la Batalla de Gaugamela.
Tanto los escritos griegos como las excavaciones arqueológicas indican la existencia de una economía urbana dependiente de la agricultura y el comercio en la cuenca del Indo. Los griegos mencionan la existencia de ciudades y pueblos fortificados como Taxila. Arriano menciona que, tras derrotar a Poro, Alejandro marchó hacia el este, hacia el río Chenab, y capturó 37 ciudades: la más pequeña de ellas tenía 5.000 o más habitantes. En el Valle del Swat, se dice que Alejandro se apoderó de 230.000 bueyes (posiblemente cebúes), con la intención de enviarlos a Macedonia para arar la tierra. Aristóbulo vio cultivar arroz en arrozales, Onesícrito informó de la existencia de un cultivo llamado bosmorán (posiblemente el mijo perla), y Nearco escribió sobre "cañas que producen miel" (presumiblemente la caña de azúcar). Nearco también menciona que los indios usaban ropa hecha de algodón. La sal de roca se extraía de la Cordillera de la Sal, y se suministraba a otras partes de la India. Algunas comunidades primitivas existían en las regiones forestales, desérticas y costeras del subcontinente. Por ejemplo, Nearco menciona que los habitantes de los alrededores del río Tomeros (Hingol) subsistían gracias a la pesca y utilizaban herramientas de piedra en lugar de las de hierro.
Los escritores griegos mencionan a la clase sacerdotal de los brahmanas (como "brachmanes"), que son descritos como maestros de la filosofía india. No hacen referencia a la existencia de ningún templo religioso ni de ídolos en la India, aunque tales referencias suelen aparecer en sus descripciones de las campañas de Alejandro en Egipto, Mesopotamia e Irán. Los relatos griegos mencionan a ascetas desnudos llamados gimnosofistas. Un filósofo llamado Calanus (probablemente una transcripción griega del nombre indio "Kalyana") acompañó a Alejandro a Persépolis, donde se suicidó en una pira funeraria pública: probablemente era un monje jainista o un Ajivika. Curiosamente, no hay ninguna referencia al budismo en los relatos griegos.
Aparte de la mención de los brahmanas, los relatos griegos sobre la invasión de Alejandro no mencionan directamente el sistema de castas. Algunos brahmanas actuaban como consejeros de los príncipes locales: Alejandro hizo colgar a grupos de brahmanas en el actual Sindh por instigar a los gobernantes Musicanus y Sambus a rebelarse contra él. Los escritos griegos atestiguan la existencia de la esclavitud en al menos dos lugares: Onesícrito describe la esclavitud en el territorio gobernado por Musicanus, y Aristóbulo menciona que los pobres vendían a sus hijas públicamente en Taxila. Aristóbulo también observó Sati, la práctica de las viudas de inmolarse en la pira de sus maridos, en Taxila. La práctica de exponer los cadáveres a los buitres, similar a la práctica magiana de la torre del silencio, también era frecuente en Taxila.
Nearco menciona que los indios escribían las letras en telas estrechamente tejidas; es posible que se trate de una referencia a un precursor de la escritura Kharoshthi, que puede haberse desarrollado a partir del alfabeto arameo durante el dominio aqueménida. Al describir a una tribu de la costa del actual Baluchistán, Nearco menciona que se diferenciaban de los indios en "su lengua y sus costumbres", lo que implica que asociaba una lengua concreta con los indios. Esto no significa que los indios hablaran una sola lengua: la lengua que Nearco asoció con la India podría haber sido una lingua franca utilizada con fines oficiales y comerciales. Lo más probable es que esta lengua franca fuera el Gandhari Prakrit, ya que los nombres griegos (por ejemplo, "Taxila" y "Sandrokottus") de personas y lugares indios parecen derivarse de esta lengua (por ejemplo, "Takhasila"). Por ejemplo, "Takhasila" y "Chandagutta") y no del sánscrito (por ejemplo, "Takshashila" y "Chandragupta").
Nearco atestigua la existencia de la ciencia médica en la India: menciona que cuando los médicos griegos no pudieron proporcionar remedios para las mordeduras de serpiente a Alexander, el rey reunió a curanderos indios que también eran capaces de curar otras enfermedades y afecciones dolorosas. Los relatos griegos no mencionan ninguna otra ciencia de la India contemporánea.

### Preparación de Alejandro

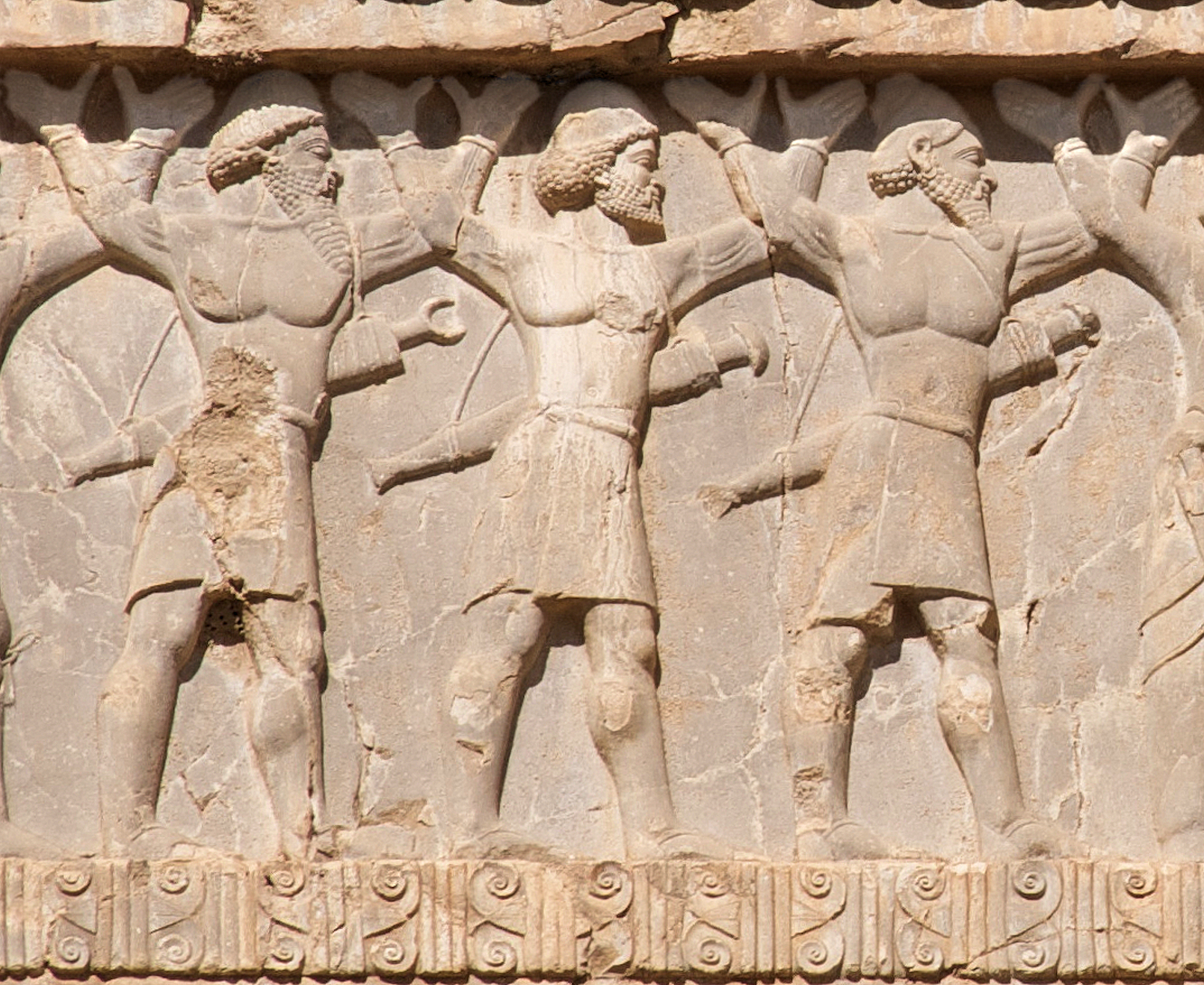
Guerreros de la Antigua India (de izquierda a derecha: Sattagydian, Gandharan, Hindush) hacia el 480 a. C. Relieves de Naqsh-e Rostam de Jerjes I.

Tras la muerte de Spitamenes y su matrimonio con Roxana (Raoxshna en iranio antiguo) en el 326 a. C. para cimentar sus relaciones con sus nuevas satrapías de Asia Central, Alejandro fue finalmente libre para dirigir su atención a la India. Para Alejandro, la invasión de la India fue una consecuencia natural de su sometimiento del Imperio aqueménida, ya que las zonas del valle del Indo habían estado durante mucho tiempo bajo control aqueménida, desde la conquista aqueménida del valle del Indo hacia el 515 a. C. Alejandro sólo estaba tomando posesión de los territorios que había obtenido de los aqueménidas, y que ahora consideraba legítimamente suyos.
Alejandro invitó a todos los jefes de la antigua satrapía de Gandhara, a acudir a él y someterse a su autoridad. Ambhi (griego: Omphis), gobernante de Taxila, cuyo reino se extendía desde el Indo hasta el Jhelum (griego: Hidaspes), accedió. A finales de la primavera del 327 a. C., Alejandro emprendió su expedición a la India dejando atrás a Amintas con 3.500 soldados de a caballo y 10.000 de a pie para retener las tierras de los bactrianos.

## Campaña del Cofete
Alejandro tomó personalmente el mando de los guardias con escudo, los acompañantes a pie, los arqueros, los agrianos y los hombres-javelín a caballo y los dirigió contra los clanes { – los Aspasioi del Kunar valles, los guraeanos del valle de Guraeus (Panjkora), y los Assakenoi de los valles del Swat y Buner.[cita requerida]
Alejandro se enfrentó a la resistencia de Hastin (o Astes), jefe de la tribu Ilastinayana (llamada Astakenoi o Astanenoi), cuya capital era Pushkalavati o Peukelaotis. Posteriormente derrotó a Asvayanas y Asvakayanas y capturó a sus 40.000 hombres y 230.000 bueyes. Los asvakayanas de Massaga lucharon contra él bajo el mando de su reina, Cleofis, con un ejército de 30.000 hombres de caballería, 38.000 de infantería, 30 elefantes y 7.000 mercenarios. Otras regiones que lucharon contra Alejandro fueron Abhisara, Aornos, Bazira y Ora o Dyrta.
Se produjo una feroz contienda con los aspasioi, en el transcurso de la cual el propio Alejandro fue herido en el hombro por un dardo, pero finalmente los aspasioi perdieron la lucha; 40.000 de ellos fueron esclavizados. Los asakenoi se enfrentaron a Alejandro con un ejército de 30.000 soldados de caballería, 38.000 de infantería y 30 elefantes. Habían luchado con valentía y ofrecido una tenaz resistencia al invasor en muchas de sus fortalezas, como las ciudades de Ora, Bazira y Massaga. El fuerte de Massaga sólo pudo ser reducido tras varios días de sangrientos combates en los que el propio Alejandro fue herido de gravedad en el tobillo. Cuando el Capitán de Massaga cayó en la batalla, el mando supremo del ejército recayó en su anciana madre, Cleofis, que también estaba decidida a defender su patria hasta el último extremo. El ejemplo de Cleofis asumiendo el mando supremo del ejército también atrajo a toda la población de mujeres de la localidad a la lucha. Alejandro sólo pudo reducir a Massaga recurriendo a la estrategia política y a las acciones de traición. Según Curtius: "Alejandro no sólo masacró a toda la población de Massaga, sino que también redujo sus edificios a escombros". A continuación se produjo una matanza similar en Ora, otro bastión de los asakenoi.

### Asedio de Aornos

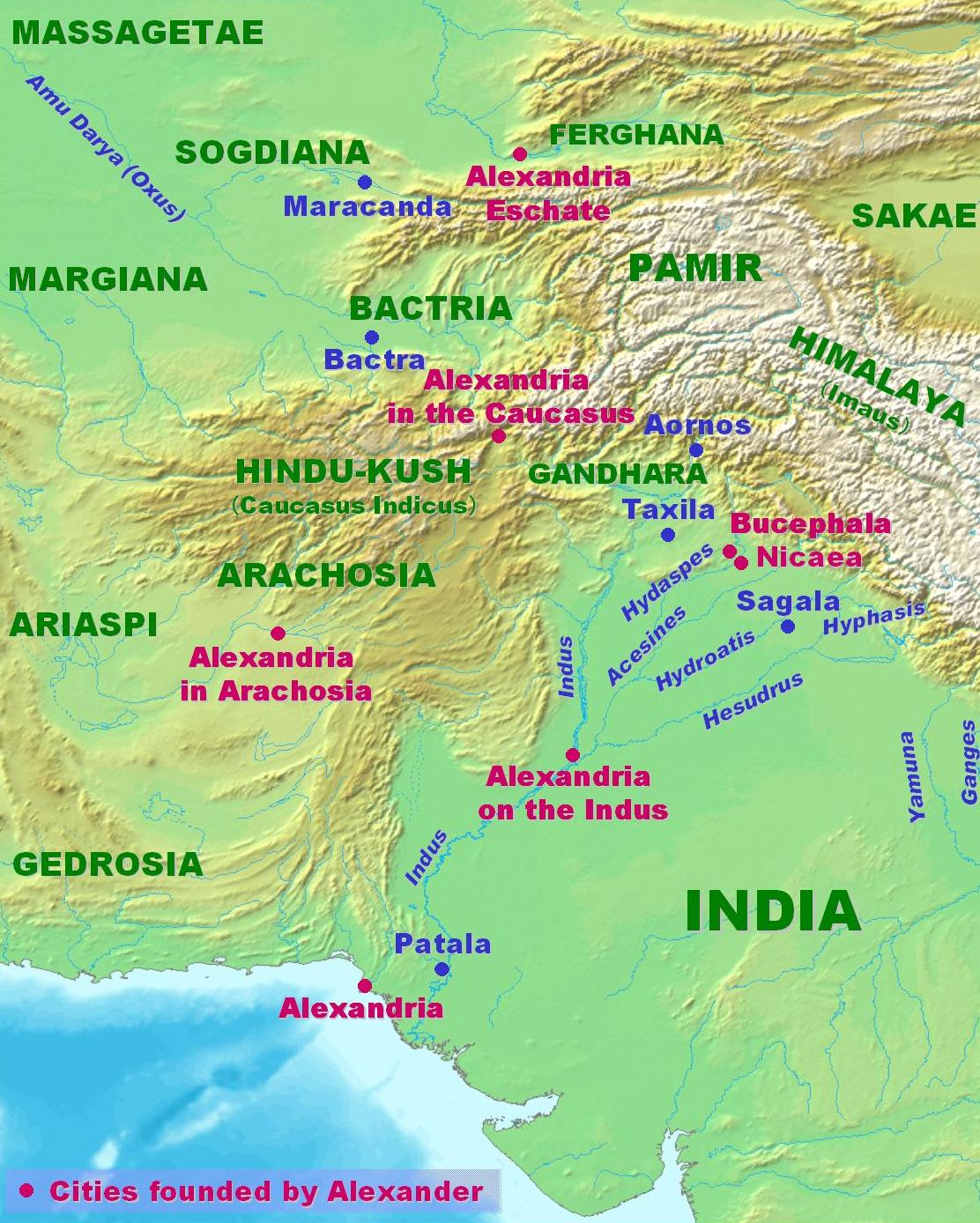
El Aornos se encuentra al norte de Taxila, Pakistán.

Tras los asesinatos masivos y los incendios provocados por Alejandro en Massaga y Ora, numerosos asakenos huyeron a una alta fortaleza llamada Aornos (no identificada definitivamente, pero en algún lugar entre Shangla, en el distrito de Swat, y la región de Kohistan, Pakistán, ambos en el norte de Pakistán). Alejandro les pisó los talones y sitió el estratégico fuerte de la colina. El sitio de Aornos fue el último asedio de Alejandro, "el clímax de su carrera como el mayor asediador de la historia", según Robin Lane Fox. El sitio fue realizado en abril del 326 a. C. Presentaba la última amenaza para la línea de suministro de Alejandro, que se extendía, peligrosamente vulnerable, sobre el Hindu Kush de vuelta a Balkh, aunque Arriano atribuye a Alejandro el deseo heroico de superar a su pariente Heracles, que supuestamente se había mostrado incapaz de tomar el lugar Pir-Sar, que los griegos llamaban Aornis. El lugar se encuentra al norte de Attock en lo que hoy es la Punjab, Pakistán, en un espolón montañoso fuertemente reforzado sobre las estrechas gargantas de un recodo del alto Indo. Los miembros de las tribus vecinas que se rindieron a Alejandro se ofrecieron a guiarle hasta el mejor punto de acceso.
En el vulnerable lado norte que conduce a la fortaleza, Alejandro y sus catapultas fueron detenidos por un profundo barranco. Para poner las máquinas de asedio a su alcance, se construyó un montículo de tierra para salvar el barranco. Una colina baja conectada con la punta más cercana de Pir-Sar estuvo pronto al alcance y fue tomada. Al principio, las tropas de Alejandro fueron repelidas por las rocas que rodaban desde arriba. Tres días de tambores marcaron la celebración de los defensores por el rechazo inicial, seguido de una retirada por sorpresa. Subiendo por la última pared rocosa con una cuerda, Alejandro despejó la cima, matando a algunos fugitivos inflados por Arriano a una masacre –  y erigió altares a Atenea Nike, Atenea de la Victoria, cuyos vestigios fueron identificados por Stein. Sisikottos, o Saśigupta, que había ayudado a Alejandro en esta campaña, fue nombrado gobernador de Aornos.[cita requerida]

## Punyab
Después de reducir Aornos, Alejandro cruzó el Indo para comenzar la campaña en la región del Punyab.

### Batalla del río Hidaspes

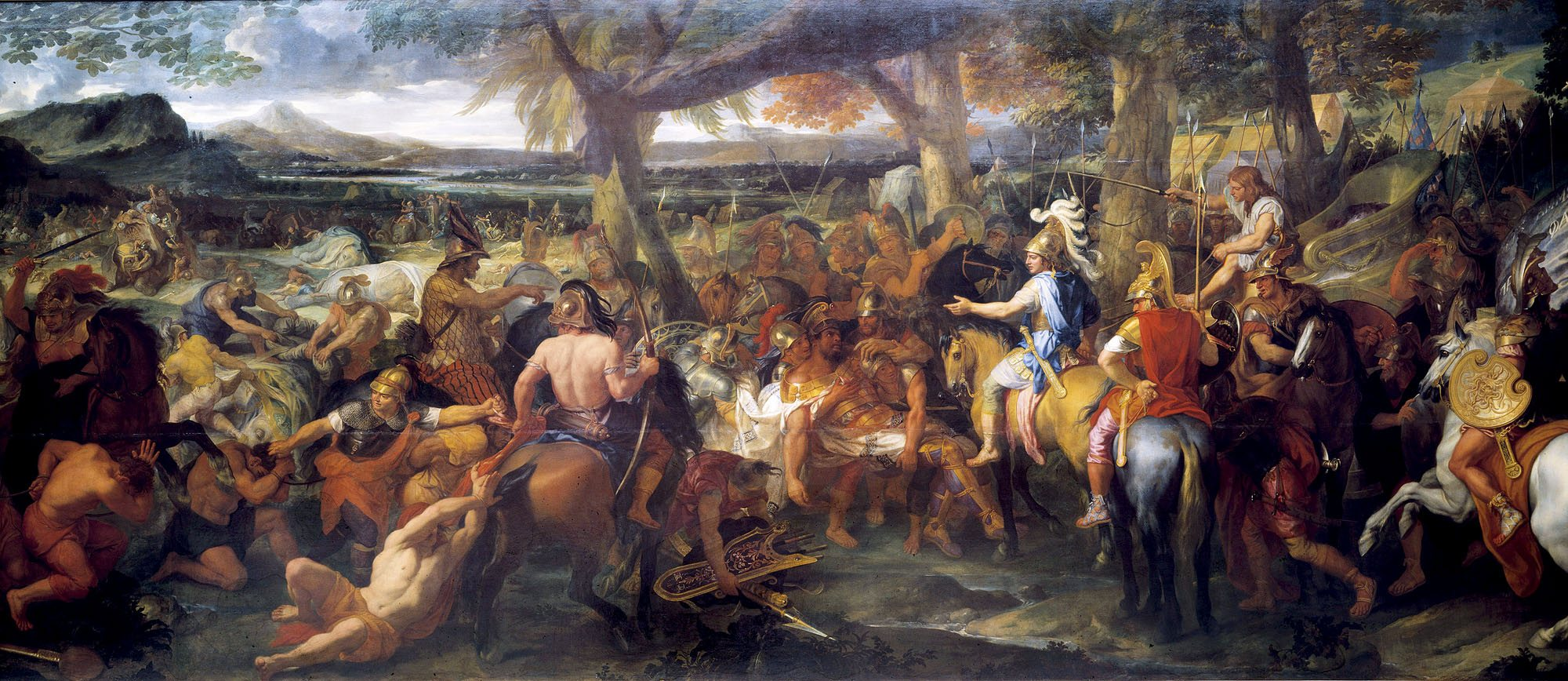
Un cuadro de Charles Le Brun que representa a Alejandro y a Poro (Puru) durante la Batalla del Hidaspes.

La Batalla del Hidaspes fue librada por Alejandro en julio del 326  AC contra el rey Poros (posiblemente, Paurava) en el río Hidaspes (río Jhelum) en el Punjab, cerca de Bhera. El Hidaspes fue la última gran batalla librada por Alejandro. El tren principal se adentró en lo que hoy es Pakistán a través del Paso de Khyber, pero una fuerza más pequeña bajo el mando personal de Alejandro se dirigió por la ruta del norte, lo que provocó el asedio de Aornos en el camino. A principios de la primavera del año siguiente, combinó sus fuerzas y se alió con Taxiles (también Ambhi), el rey de Taxila, contra su vecino, el rey de Hidaspes.

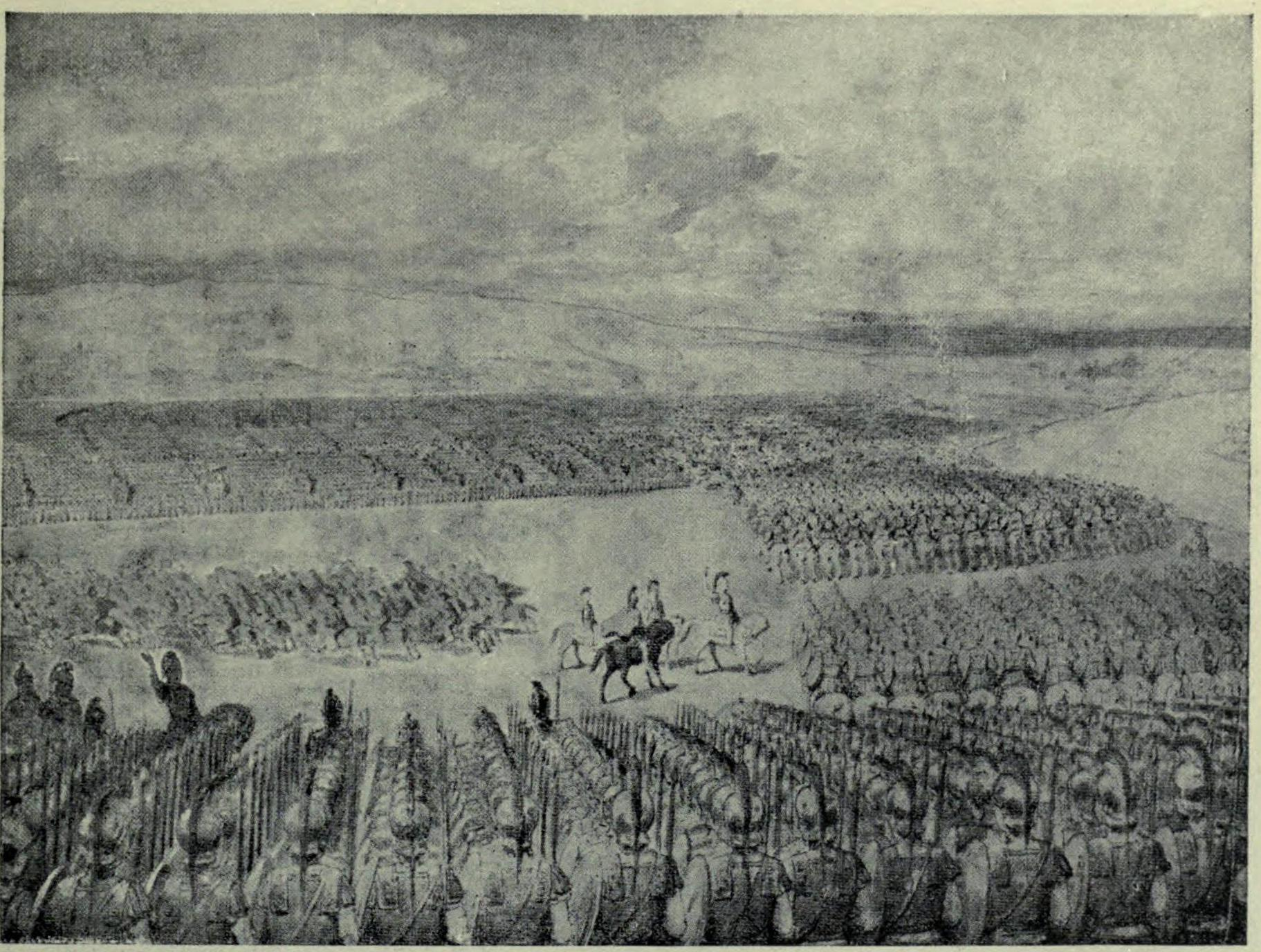
Poro espera el ataque de Alejandro, julio de 326 a. C.

Poro fue un rey regional de la India. Arriano escribe sobre Poro, en sus propias palabras:

Uno de los reyes indios llamado Poro, hombre notable tanto por su fuerza personal como por su noble valor, al oír el informe sobre Alejandro, comenzó a prepararse para lo inevitable. En consecuencia, cuando estallaron las hostilidades, ordenó a su ejército que atacara a los macedonios a los que exigía su rey, como si fuera su enemigo particular. Alejandro no perdió tiempo en unirse a la batalla, pero al ser herido su caballo en la primera carga, cayó de cabeza al suelo, y fue salvado por sus ayudantes que se apresuraron a socorrerlo.

Poros se situó en la orilla sur del río Jhelum y se dispuso a rechazar cualquier cruce. El río Jhelum era lo suficientemente profundo y rápido como para que cualquier cruce opuesto condenara a toda la fuerza atacante. Alejandro sabía que un cruce directo fracasaría, por lo que encontró un cruce adecuado, a unos 27 km (16,8 mi) de su campamento. El nombre del lugar es "Kadee". Alejandro dejó atrás a su general Crátero con la mayor parte del ejército mientras él cruzaba el río río arriba con un fuerte contingente. Poro envió al cruce una pequeña fuerza de caballería y carros a las órdenes de su hijo.
Según fuentes[cita requerida], Alejandro ya se había encontrado con el hijo de Poro, así que los dos hombres no eran desconocidos. El hijo de Poro mató al caballo de Alejandro de un solo golpe y éste cayó al suelo. Arriano también escribe sobre este encuentro, 

Otros autores afirman que en el momento del desembarco se produjo un combate entre la caballería de Alejandro y una fuerza de indios comandada por el hijo de Poro, que estaba allí dispuesta a oponerse a ellos con un número superior, y que en el curso de la lucha él (el hijo de Poro) hirió a Alejandro con su propia mano y asestó el golpe que mató a su (de Alejandro) querido caballo Bucéfalo.

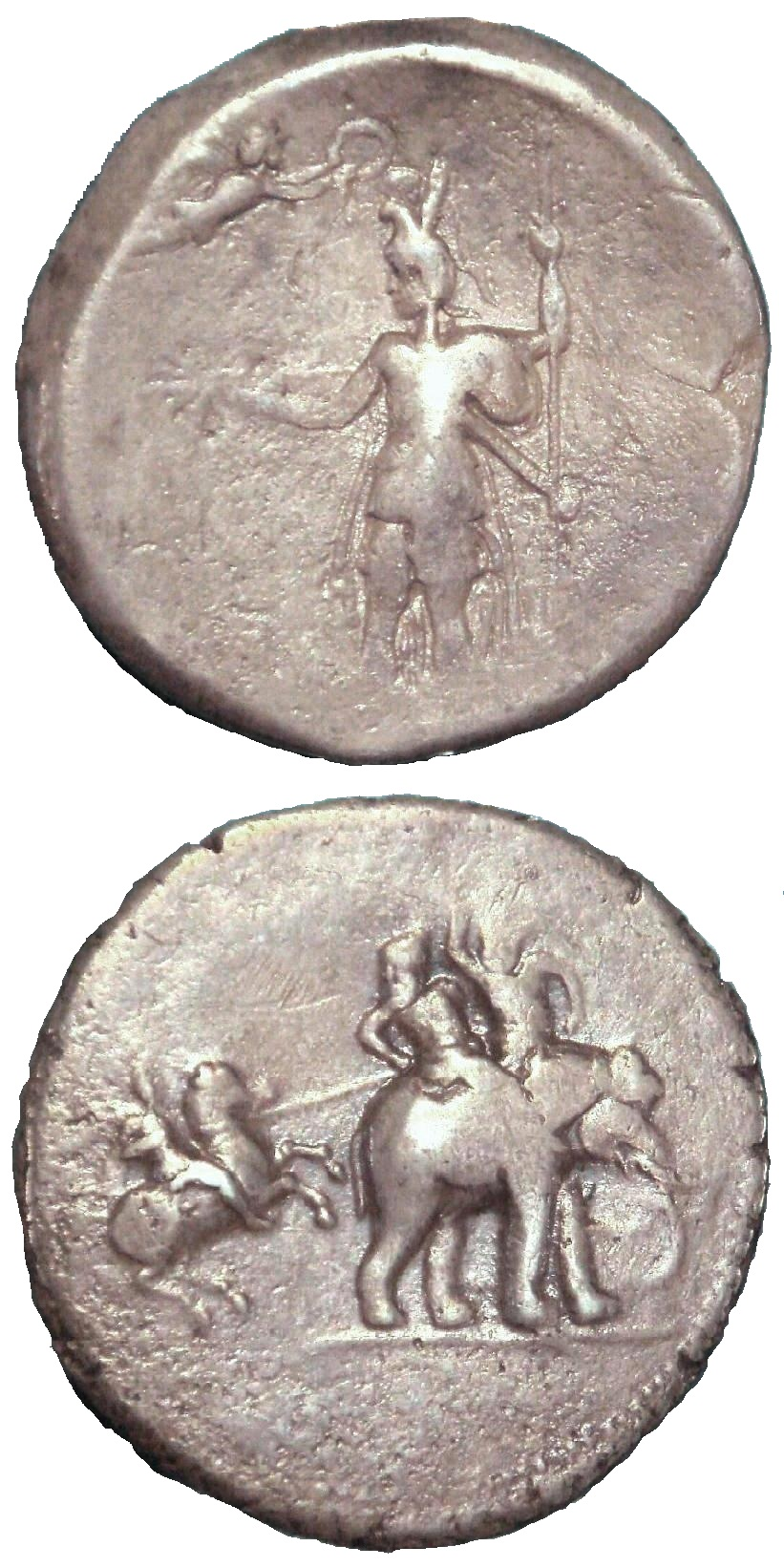
"Moneda de victoria" de Alejandro Magno, acuñada en Babilonia c. 322 a.C., tras sus campañas en el subcontinente indio. Anverso: Alejandro siendo coronado por Nike. Reverso: Alejandro atacando al rey Poro en su elefante. Plata. Museo Británico.

La fuerza fue fácilmente derrotada y, según Arriano, el hijo de Poro murió. Poro vio ahora que la fuerza que cruzaba era más grande de lo que esperaba, y decidió enfrentarse a ella con el grueso de su ejército. El ejército de Poro estaba preparado con caballería en ambos flancos, los elefantes de guerra al frente y la infantería detrás de los elefantes. Estos elefantes de guerra presentaban una situación especialmente difícil para Alejandro, ya que asustaban a los caballos macedonios.
Alejandro comenzó la batalla enviando a los arqueros a caballo para que hicieran una lluvia de la caballería izquierda de Poro, y luego utilizó su caballería para destruir la caballería de Poro. Mientras tanto, las falanges macedonias habían cruzado el río para enfrentarse a la carga de los elefantes de guerra. Los macedonios acabaron rodeando a las fuerzas de Poro.
Diodoro escribió sobre las tácticas de batalla de los elefantes de guerra:

Los elefantes, haciendo buen uso de su prodigioso tamaño y fuerza, mataron a algunos de los enemigos pisoteándolos y aplastando su armadura y sus huesos, mientras que a otros les infligieron una muerte terrible, pues primero los levantaron con sus trompas, que enroscaron alrededor de sus cuerpos, y luego los arrojaron al suelo con gran violencia. A muchos otros los privaron de la vida en un momento, atravesándolos con sus colmillos.

El estilo de lucha de los soldados de Poros fue descrito con detalle por Arriano:

Los soldados de a pie llevan un arco de igual longitud que el hombre que lo porta. Lo apoyan en el suelo, y presionando contra él con el pie izquierdo descargan la flecha, habiendo tensado la cuerda hacia atrás, pues la vara que usan es poco corta para tres yardas de largo, y no hay nada que pueda resistir el disparo de un arquero indio, ni escudo ni coraza, ni ninguna defensa más fuerte si la hay.

Según Curtius Quintus, Alejandro, hacia el final del día, envió algunos embajadores a Poros:

Alejandro, ansioso por salvar la vida de este gran y gallardo soldado, le envió a Texile el indio (a Poros). Texile cabalgó tan cerca como se atrevió y le pidió que detuviera su elefante y escuchara el mensaje que Alejandro le enviaba, ya no era posible escapar. Pero Texiles era un viejo enemigo del rey indio, y Poros giró su elefante y se lanzó contra él para matarlo con su lanza; y de hecho podría haberlo matado, si no hubiera espoleado a su caballo para que se apartara en el momento justo. Sin embargo, Alejandro, lejos de resentir este trato a su mensajero, envió a otros, el último de los cuales era un indio llamado Meroes, un hombre del que le habían dicho que había sido amigo de Poro durante mucho tiempo.

Según Plutarco esta fue una de las batallas más duras de Alejandro:

El combate fue entonces de tipo más variado; pero se mantuvo con tal obstinación, que no se decidió hasta la octava hora del día.

 Plutarco también escribió que el amargo combate del Hidaspes hizo que los hombres de Alejandro dudaran en continuar con la conquista de la India, considerando que potencialmente se enfrentarían a ejércitos mucho más grandes que los de Poro si cruzaban el río Ganges.
Poro fue uno de los muchos reyes locales que impresionaron a Alejandro. Herido en el hombro, con una altura de más de 2 m (6' 6,70"), pero aún en pie, Alejandro le preguntó cómo deseaba ser tratado. "Trátame, Alejandro, como un rey trata a otro rey", respondió Poro. Otros historiadores cuestionan la exactitud de todo este suceso, señalando que Poro nunca habría dicho esas palabras. Filóstrato el Viejo en la Vida de Apolonio de Tiana escribe que en el ejército de Poro había un elefante que había luchado valientemente contra el ejército de Alejandro y éste lo dedicó a Helios (Sol) y lo llamó Áyax, porque pensó que un animal tan grande merecía un gran nombre. El elefante tenía anillos de oro alrededor de sus colmillos y en ellos había una inscripción escrita en griego: "Alejandro el hijo de Zeus dedica Áyax a Helios" (ΑΛΕΞΑΝΔΡΟΣ Ο ΔΙΟΣ ΤΟΝ ΑΙΑΝΤΑ ΤΩΙ ΗΛΙΩΙ).
Alejandro no continuó, dejando así toda la cabecera del río Indo sin conquistar. Más tarde fundó Alejandría Nikaia (Victoria), situada en el lugar de la batalla, para conmemorar su triunfo. También fundó Alejandría Bucéfala en la orilla opuesta del río en memoria de su apreciado caballo, Bucéfalo, que llevó a Alejandro por el subcontinente indio y murió heroicamente durante la Batalla del Hidaspes.

## Musicanus
Musicanus (en griego antiguo: Μουσικανὸς, Indian: Mûshika[cita requerida]) fue un rey indio a la cabeza del Indo, que levantó una rebelión contra Alejandro Magno alrededor del año 323 a. C. Pitón, uno de los generales de Alejandro, consiguió sofocar la revuelta:
"Mientras tanto, fue informado de que Musicanus se había rebelado. Envió al virrey Pitón, hijo de Agenor, con un ejército suficiente contra él, mientras él mismo marchaba contra las ciudades que habían sido puestas bajo el dominio de Musicano. Algunas de ellas las arrasó, reduciendo a sus habitantes a la esclavitud, y en otras introdujo guarniciones y fortificó las ciudadelas. Una vez realizado esto, regresó al campamento y a la flota. Para entonces, Musicanus había sido capturado por Pitón, que lo llevaba a Alejandro". - Anábasis de Arriano

## Patala
El rey de Patala se presentó ante Alejandro y se rindió. Alejandro le permitió mantener la posesión de sus propios dominios, con instrucciones de proporcionar lo necesario para la recepción del ejército.

## Rebelión del ejército

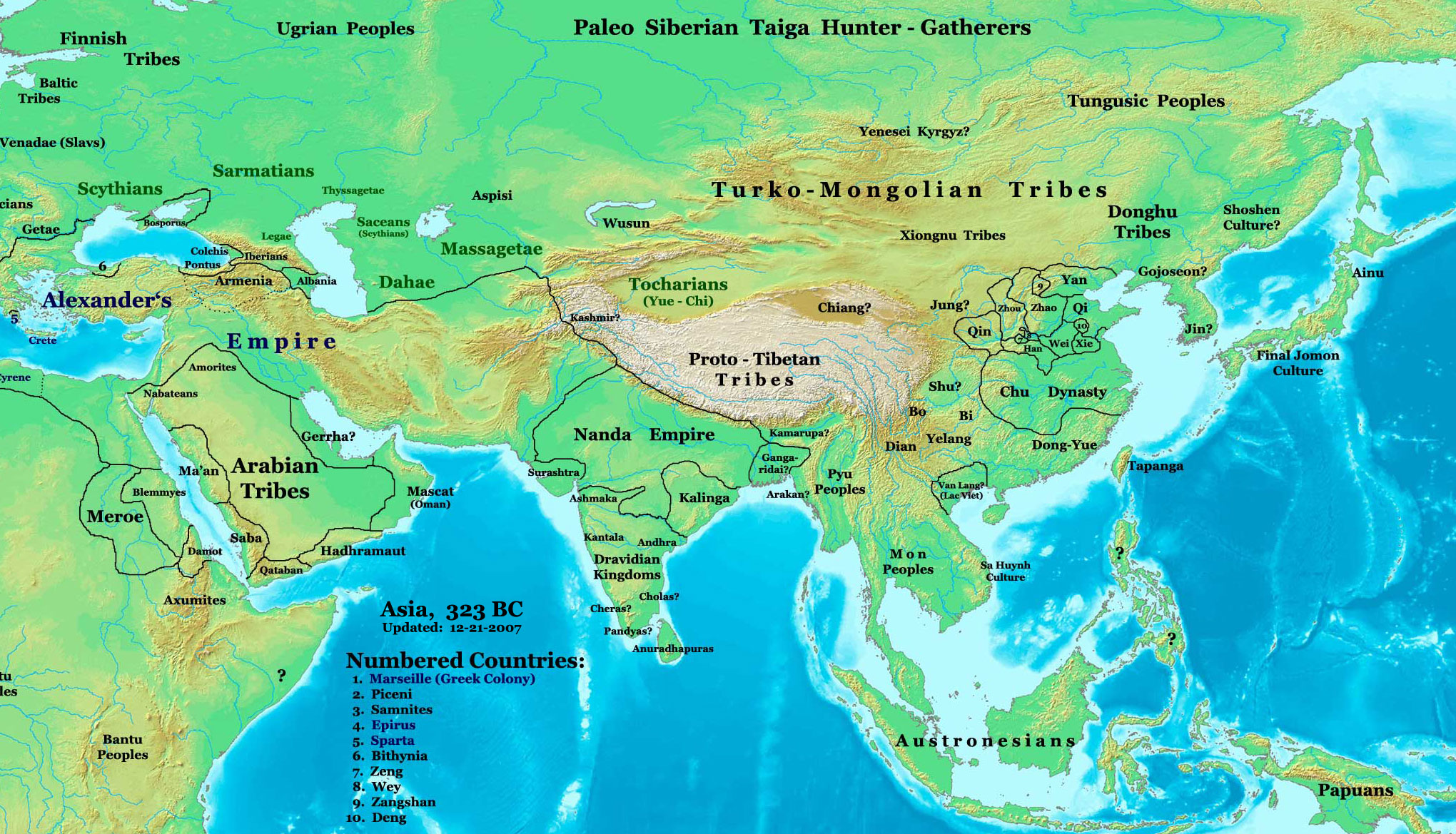
Asia en el 323 a. C., el Imperio Nanda y el vecino Gangaridai de la Antigua India en relación con el Imperio de Alejandro y sus vecinos

Al este del reino de Poro, cerca del río Ganges (la versión helénica del nombre indio Ganga), se encontraba la poderosa Emperio Nanda de Magadha y el Gangaridai de Bengala. Temiendo las perspectivas de enfrentarse a otros poderosos ejércitos indios y agotado por los años de campaña, su ejército se amotinó en el río Hyphasis (el moderno río Beas), negándose a marchar más al este.

En cuanto a los macedonios, sin embargo, su lucha con Poro embotó su valor y detuvo su avance hacia la India. Pues habiendo hecho todo lo posible para rechazar a un enemigo que sólo contaba con veinte mil soldados de infantería y dos mil caballos, se opusieron violentamente a Alejandro cuando insistió en cruzar también el río Ganges, cuya anchura, según supieron, era de treinta y dos estadios y su profundidad de cien brazas, mientras que sus orillas, en la otra orilla, estaban cubiertas por multitudes de hombres de armas, jinetes y elefantes. Porque se les dijo que los reyes de los Ganderitas y de los Praesios les esperaban con ochenta mil jinetes, doscientos mil hombres de a pie, ocho mil carros y seis mil elefantes de combate.

Gangaridai, una nación que posee una gran fuerza de elefantes de gran tamaño. Debido a esto, su país nunca ha sido conquistado por ningún rey extranjero, ya que todas las demás naciones temen el número y la fuerza abrumadora de estos animales. Así, Alejandro el Macedonio, después de conquistar toda Asia, no hizo la guerra a los Gangaridai, como lo hizo con todos los demás; pues cuando llegó con todas sus tropas al río Ganges, abandonó por inútil la invasión de los Gangaridai cuando supo que poseían cuatro mil elefantes bien entrenados y equipados para la guerra.

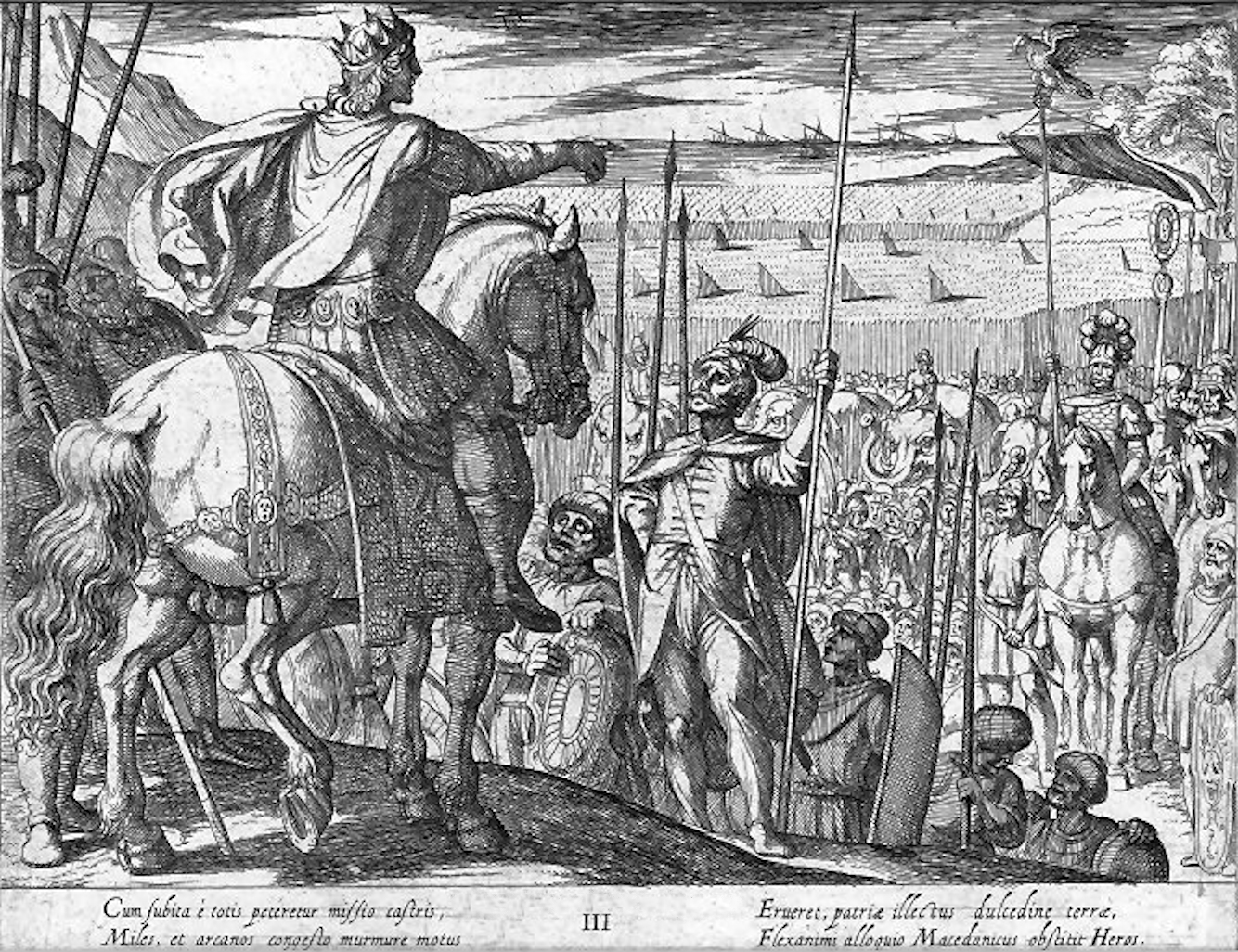
Las tropas de Alejandro suplican volver a casa desde la India en la lámina 3 de 11 de Antonio Tempesta de Florencia, 1608.

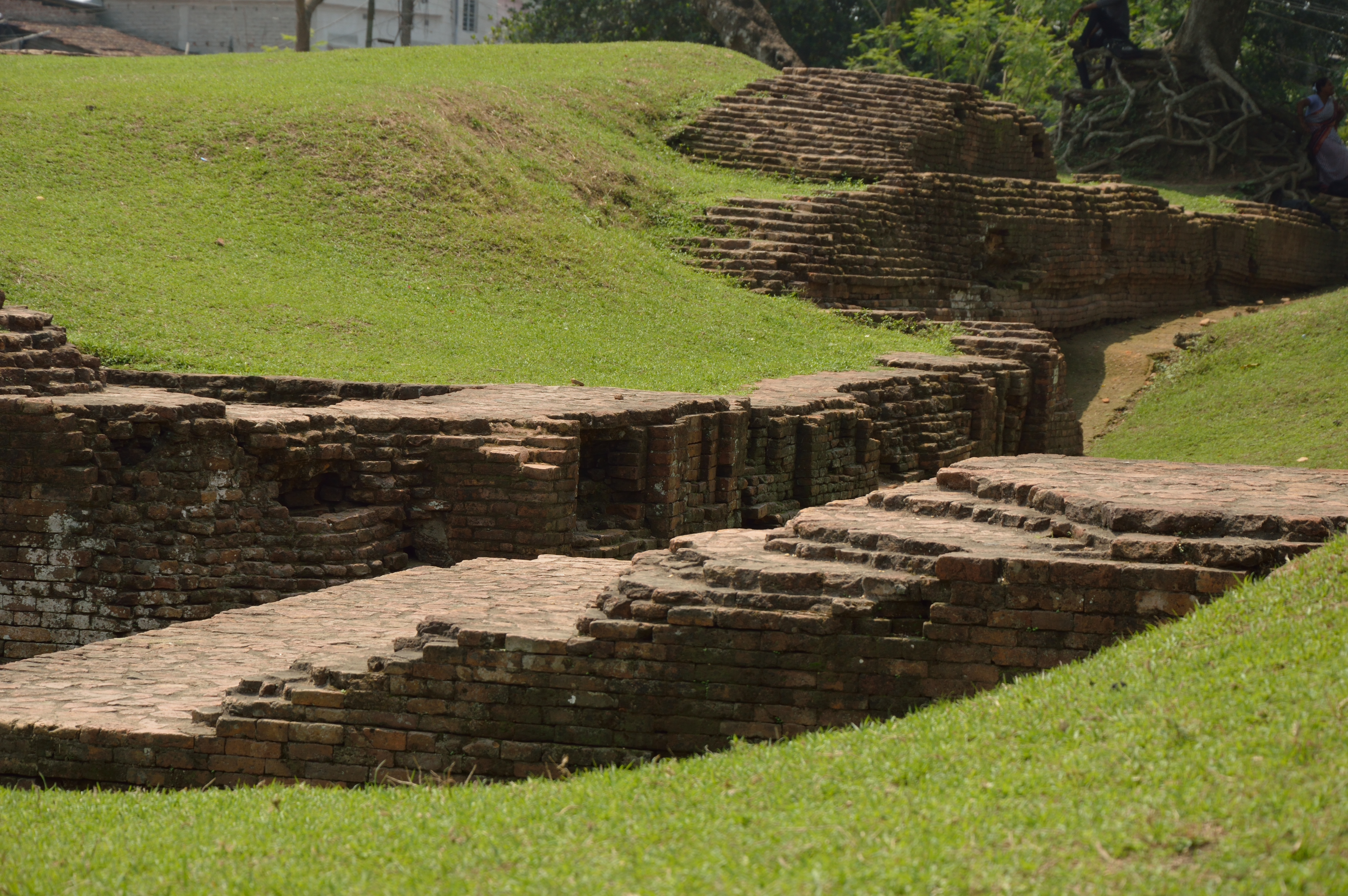
Se cree que Chandraketugarh en Bengala Occidental, India es la capital de Gangaridai. El ejército de Gangaridai, con su fuerza de 4.000 elefantes, puede haber provocado la retirada de Alejandro de la India.

Alejandro, utilizando los mapas incorrectos de los griegos, pensó que el mundo terminaba a tan sólo 1000 kilómetros (621,4 mi) de distancia, en el límite de la India. Por ello, se dirigió a su ejército y trató de persuadirlo para que siguiera marchando hacia la India, pero Coenus le rogó que cambiara de opinión y regresara, diciendo que los hombres "anhelaban volver a ver a sus padres, a sus esposas e hijos, a su patria". Alejandro, al ver la falta de voluntad de sus hombres, accedió y dio media vuelta.

## Campaña contra los Malli
Por el camino, su ejército conquistó a los clanes Malli (en la actual Multan). Durante un asedio, Alejandro saltó a la ciudad fortificada con sólo dos de sus guardaespaldas y fue herido gravemente por una flecha malli. Sus fuerzas, creyendo que su rey estaba muerto, tomaron la ciudadela y desataron su furia sobre los Malli que se habían refugiado en ella, perpetrando una masacre, sin perdonar a ningún hombre, mujer o niño. Sin embargo, gracias a los esfuerzos de su cirujano, Kritodemos de Kos, Alejandro sobrevivió a la lesión. Tras esto, los malli supervivientes se rindieron a las fuerzas de Alejandro, y su asediado ejército siguió adelante, conquistando más tribus indias por el camino.

## Consecuencias

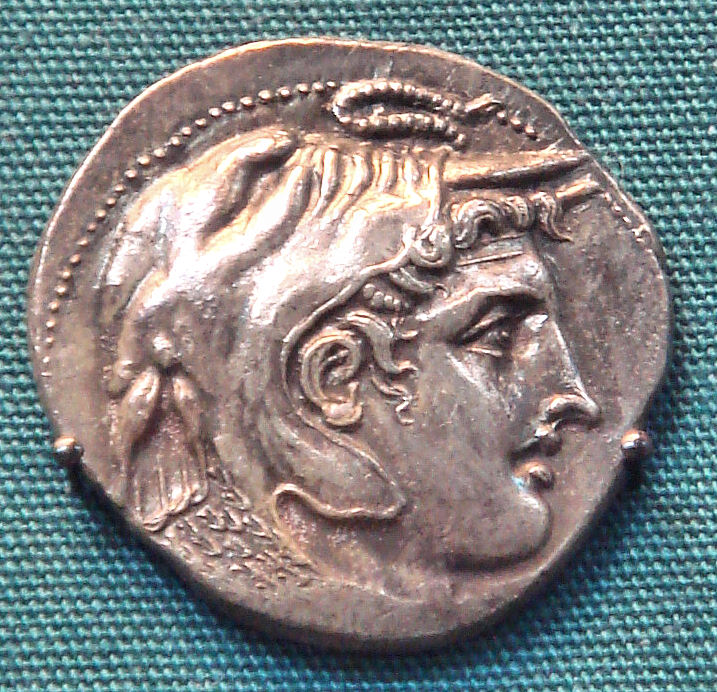
Moneda de Ptolomeo con Alejandro llevando una cabellera de elefante, símbolo de sus conquistas en el sur de Asia.

Alejandro envió gran parte de su ejército a Carmania (el moderno sur de Irán) con su general Crátero, y encargó a una flota que explorara la costa del Golfo Pérsico bajo el mando de su almirante Nearco mientras dirigía el resto de sus fuerzas de vuelta a Persia por la ruta del sur a través del Desierto de Gedrosia (ahora parte del sur de Irán) y Makran (ahora parte de Pakistán). Al cruzar el desierto, el ejército de Alejandro sufrió enormes bajas por hambre y sed, pero no luchó contra ningún enemigo humano. Se encontraron con los "comedores de pescado", o ictiófagos, pueblos primitivos que vivían en la Makran del Mar de Arabia, que tenían el pelo enmarañado, no tenían fuego, ni metal, ni ropa, vivían en chozas hechas con huesos de ballena, y se alimentaban de marisco crudo obtenido por peinado de playa. Durante la travesía, Alejandro rechazó la mayor cantidad de agua posible, para compartir los sufrimientos de sus hombres y levantar la moral del ejército.
En el territorio del río Indo, Alejandro nombró a su oficial Pitón como sátrapa, cargo que ocuparía durante los siguientes diez años, hasta el 316 a. C., y en el Punjab dejó a Eudemo al frente del ejército, al lado del sátrapa Poros y Taxiles. Eudemus se convirtió en gobernante de una parte del Punjab tras su muerte. Ambos gobernantes regresaron a Occidente en el 316 a. C. con sus ejércitos. En c. 322 a. C., Chandragupta Maurya de Magadha fundó el Imperio Maurya en la India y conquistó las satrapías macedonias durante la guerra Seléucida-Mauria (305–303 a. C.).